# Derbyshire
Derbyshire – hrabstwo administracyjne (niemetropolitalne), ceremonialne i historyczne w środkowej Anglii, w regionie East Midlands.
Hrabstwo ceremonialne zajmuje powierzchnię 2625 km², a zamieszkane jest przez 1 041 998 osób (2016). Największym miastem na jego obszarze, jedynym posiadającym status city, oraz jego historyczną stolicą jest  Derby. Granice hrabstwa administracyjnego są tożsame z ceremonialnym, z wyłączeniem miasta Derby, które stanowi osobną jednostkę typu unitary authority. Powierzchnia hrabstwa administracyjnego – 2547 km², liczba ludności – 785 765 osób (2016). Ośrodkiem administracyjnym jest Matlock. Największe miasta hrabstwa administracyjnego to Chesterfield, Swadlincote, Ilkeston, Long Eaton oraz Glossop.
Północna część Derbyshire ma charakter wyżynny, południowa natomiast – nizinny. Na północnym zachodzie znajdują się wzgórza Peak District, objęte ochroną w ramach parku narodowego o tej samej nazwie, stanowiące południowy kraniec pasma Gór Pennińskich. Główną rzeką przepływającą przez teren hrabstwa jest Derwent, rozpoczynający bieg we wzgórzach Peak District i uchodzący do rzeki Trent na południe od miasta Derby.
Na północy Derbyshire graniczy z hrabstwem South Yorkshire, na wschodzie z Nottinghamshire, na południu z Leicestershire, na zachodzie ze Staffordshire, a na północnym zachodzie z Cheshire, Wielkim Manchesterem oraz West Yorkshire.

## Podział administracyjny
W skład hrabstwa wchodzi osiem dystryktów. Jako hrabstwo ceremonialne Derbyshire obejmuje dodatkowo jedną jednostkę typu unitary authority.
1. High Peak
2. Derbyshire Dales
3. South Derbyshire
4. Erewash
5. Amber Valley
6. North East Derbyshire
7. Chesterfield
8. Bolsover
9. Derby (unitary authority)